# Seznam českých rekordů v ploutvovém plavání v bazénu
Toto je seznam českých rekordů v ploutvovém plavání v bazénu.
V tomto sportu pravidla umožňují tři techniky plavání:
- plavání s ploutvemi (PP)
- plavání s ploutvemi na nádech (RP)
- Bi-Fins (BF)

## Aktuální české rekordy

### Dlouhý bazén

#### Muži
Rekordy jsou platné k 19.03.2023
| Disciplína | Čas      | Jméno               | Datum       | Místo      |
| ---------- | -------- | ------------------- | ----------- | ---------- |
| PP         |          |                     |             |            |
| 50 m       | 00:15.98 | Martin Mazáč (95)   | 30.7.2014   | Lignano    |
| 100 m      | 00:35.91 | Jakub Kovařík (01)  | 27.6.2019   | Ioannina   |
| 200 m      | 01:21.78 | Filip Látal (02)    | 9.7.2022    | Birmingham |
| 400 m      | 03:05.15 | Filip Látal (02)    | 5.7.2021    | Tomsk      |
| 800 m      | 06:40.11 | Filip Látal (02)    | 22.2.2020   | Tomsk      |
| 1500 m     | 13:06.77 | Filip Látal (02)    | 7. 11. 2021 | Zlín       |
| Bi-Fins    |          |                     |             |            |
| 50 m       | 00:19.08 | Jakub Jarolím (95)  | 28.2.2015   | Wroclaw    |
| 100 m      | 00:42.18 | Jakub Jarolím (95)  | 21.7.2017   | Wroclaw    |
| 200 m      | 01:36.18 | Michal Rubáček (86) | 31.7.2010   | Kazan      |
| 400 m      | 3:35,53  | David Musil (97)    | 7.7.2021    | Tomsk      |
| RP         |          |                     |             |            |
| 50 m       | 00:14.71 | Jakub Kovařík (01)  | 2.6.2019    | Zlín       |
| 100 m      | 00:32.83 | Jakub Kovařík (01)  | 28.6.2019   | Ioannina   |
| 400 m      | 02:53.05 | Jakub Jarolím (95)  | 30.10.2016  | Zlín       |
| 800 m      | 06:18.22 | Jan Kamprle (78)    | 6.7.2005    | San Marino |

#### Ženy
Rekordy jsou platné k 19.03.2023
| Disciplína | Čas      | Jméno                   | Datum     | Místo            |
| ---------- | -------- | ----------------------- | --------- | ---------------- |
| PP         |          |                         |           |                  |
| 50 m       | 00:18.33 | Klára Křepelková (98)   | 28.6.2019 | Ioannina         |
| 100 m      | 00:41.20 | Adéla Švomová (00)      | 16.4.2023 | Eger             |
| 200 m      | 01:32.12 | Zuzana Svozilová (89)   | 29.6.2016 | Volos            |
| 400 m      | 03:20.86 | Zuzana Svozilová (89)   | 22.7.2017 | Wroclaw          |
| 800 m      | 07:00.63 | Zuzana Svozilová (89)   | 7.7.2017  | Wroclaw          |
| 1500 m     | 13:53.03 | Zuzana Svozilová (89)   | 2.7.2011  | Livorno          |
| Bi-Fins    |          |                         |           |                  |
| 50 m       | 00:22.84 | Gabriela Horáková (98)  | 11.4.2015 | Olomouc          |
| 100 m      | 00:49.50 | Gabriela Horáková (98)  | 23.6.2016 | Volos            |
| 200 m      | 01:48.52 | Gabriela Horáková(98)   | 23.6.2016 | Volos            |
| 400 m      | 03:57.14 | Barbora Sládečková (91) | 29.6.2019 | Ioannina         |
| RP         |          |                         |           |                  |
| 50 m       | 00:17.02 | Klára Křepelková (98)   | 29.6.2014 | Chania           |
| 100 m      | 00:38.78 | Klára Křepelková (98)   | 17.7.2018 | Bělehrad         |
| 400 m      | 03:21.24 | Karolína Žižková (00)   | 22.4.2017 | Olsztyn          |
| 800 m      | 07:13.66 | Kateřina Honsů (80)     | 28.6.2003 | České Budějovice |

#### Štafety
Rekordy jsou platné k 19.03.2023
| Disciplína  | Čas      | Jméno                                     | Datum     | Místo   |
| ----------- | -------- | ----------------------------------------- | --------- | ------- |
| Muži        |          |                                           |           |         |
| 4 x 100 m   | 02:26.95 | Kovařík, Jarolím, Mazáč, Špahniel         | 25.3.2018 | Lignano |
| 4 x 200 m   | 05:53.99 | Pilný, Cimburek, Novotný, Kubíček         | 11.9.2020 | Lignano |
| Ženy        |          |                                           |           |         |
| 4 x 100 m   | 02:50.12 | Dérerová, Trollerová, Žižková, Kolaříková | 9.7.2016  | Francie |
| 4 x 200 m   | 06:28.75 | Dérerová, Hnátová, Žižková, Kolaříková    | 4.8.2017  | Tomsk   |
| Smíšené     |          |                                           |           |         |
| 4 x 50 m    | 01:08.22 | Mazáč, Svozilová, Sládečková, Jarolím     | 5.7.2017  | Wroclaw |
| 4 x 100m BF | 03:03.63 | Jarolím, Horáková, Sládečková, Dofek      | 4.7.2017  | Wroclaw |